# Яновчика-1 тема
Тема Яновчика-1 — тема в шаховій композиції. Суть теми — мат ходом зв'язаної білої фігури при пів-зв'язці чорної фігури з перекриттям третьої чорної фігури.

## Історія
Цю ідею запропонував румунський шаховий композитор Анатолій Яновчик (17.02.1897 — 20.06.1986). Він був засновником румунського шахового журналу «Revista Romana de Sah» і журналу шахових задач «Buletin Problemistic»
В задачі після вступного ходу тематична біла фігура є зав'язана чорною фігурою, яка знаходиться у пів-зв'язці. В наступній грі чорної пів-зв'язки (втому числі й неповної) зв'язується чорна фігура, яка тримає у зв'язці тематичну білу фігуру, і перекривається інша фігура, яка була включена на тематичну лінію, по якій буде оголошено мат зв'язаною білою фігурою при її русі по лінії зв'язки.
Оскільки є ще одна ідея, яка носить ім'я Анатолія Яновчика, ця  ідея дістала назву —  тема Яновчика-1. Існує ще анти-форма теми — Анти-Яновчика-1 тема.
|   | a | b | c | d | e | f | g | h |   |
| 8 | a8 білий кінь · b8 біла тура · h8 білий король · a7 чорний кінь · b7 білий пішак · d7 чорний король · c6 чорний пішак · a5 чорний пішак · b5 чорний пішак · c5 білий слон · e5 чорний пішак · f5 білий пішак · a4 чорний ферзь · d4 чорний слон · e4 білий ферзь · b3 чорний слон · f3 білий кінь · d2 чорний кінь · d1 біла тура | a8 білий кінь · b8 біла тура · h8 білий король · a7 чорний кінь · b7 білий пішак · d7 чорний король · c6 чорний пішак · a5 чорний пішак · b5 чорний пішак · c5 білий слон · e5 чорний пішак · f5 білий пішак · a4 чорний ферзь · d4 чорний слон · e4 білий ферзь · b3 чорний слон · f3 білий кінь · d2 чорний кінь · d1 біла тура | a8 білий кінь · b8 біла тура · h8 білий король · a7 чорний кінь · b7 білий пішак · d7 чорний король · c6 чорний пішак · a5 чорний пішак · b5 чорний пішак · c5 білий слон · e5 чорний пішак · f5 білий пішак · a4 чорний ферзь · d4 чорний слон · e4 білий ферзь · b3 чорний слон · f3 білий кінь · d2 чорний кінь · d1 біла тура | a8 білий кінь · b8 біла тура · h8 білий король · a7 чорний кінь · b7 білий пішак · d7 чорний король · c6 чорний пішак · a5 чорний пішак · b5 чорний пішак · c5 білий слон · e5 чорний пішак · f5 білий пішак · a4 чорний ферзь · d4 чорний слон · e4 білий ферзь · b3 чорний слон · f3 білий кінь · d2 чорний кінь · d1 біла тура | a8 білий кінь · b8 біла тура · h8 білий король · a7 чорний кінь · b7 білий пішак · d7 чорний король · c6 чорний пішак · a5 чорний пішак · b5 чорний пішак · c5 білий слон · e5 чорний пішак · f5 білий пішак · a4 чорний ферзь · d4 чорний слон · e4 білий ферзь · b3 чорний слон · f3 білий кінь · d2 чорний кінь · d1 біла тура | a8 білий кінь · b8 біла тура · h8 білий король · a7 чорний кінь · b7 білий пішак · d7 чорний король · c6 чорний пішак · a5 чорний пішак · b5 чорний пішак · c5 білий слон · e5 чорний пішак · f5 білий пішак · a4 чорний ферзь · d4 чорний слон · e4 білий ферзь · b3 чорний слон · f3 білий кінь · d2 чорний кінь · d1 біла тура | a8 білий кінь · b8 біла тура · h8 білий король · a7 чорний кінь · b7 білий пішак · d7 чорний король · c6 чорний пішак · a5 чорний пішак · b5 чорний пішак · c5 білий слон · e5 чорний пішак · f5 білий пішак · a4 чорний ферзь · d4 чорний слон · e4 білий ферзь · b3 чорний слон · f3 білий кінь · d2 чорний кінь · d1 біла тура | a8 білий кінь · b8 біла тура · h8 білий король · a7 чорний кінь · b7 білий пішак · d7 чорний король · c6 чорний пішак · a5 чорний пішак · b5 чорний пішак · c5 білий слон · e5 чорний пішак · f5 білий пішак · a4 чорний ферзь · d4 чорний слон · e4 білий ферзь · b3 чорний слон · f3 білий кінь · d2 чорний кінь · d1 біла тура | 8 |
| 7 | a8 білий кінь · b8 біла тура · h8 білий король · a7 чорний кінь · b7 білий пішак · d7 чорний король · c6 чорний пішак · a5 чорний пішак · b5 чорний пішак · c5 білий слон · e5 чорний пішак · f5 білий пішак · a4 чорний ферзь · d4 чорний слон · e4 білий ферзь · b3 чорний слон · f3 білий кінь · d2 чорний кінь · d1 біла тура | a8 білий кінь · b8 біла тура · h8 білий король · a7 чорний кінь · b7 білий пішак · d7 чорний король · c6 чорний пішак · a5 чорний пішак · b5 чорний пішак · c5 білий слон · e5 чорний пішак · f5 білий пішак · a4 чорний ферзь · d4 чорний слон · e4 білий ферзь · b3 чорний слон · f3 білий кінь · d2 чорний кінь · d1 біла тура | a8 білий кінь · b8 біла тура · h8 білий король · a7 чорний кінь · b7 білий пішак · d7 чорний король · c6 чорний пішак · a5 чорний пішак · b5 чорний пішак · c5 білий слон · e5 чорний пішак · f5 білий пішак · a4 чорний ферзь · d4 чорний слон · e4 білий ферзь · b3 чорний слон · f3 білий кінь · d2 чорний кінь · d1 біла тура | a8 білий кінь · b8 біла тура · h8 білий король · a7 чорний кінь · b7 білий пішак · d7 чорний король · c6 чорний пішак · a5 чорний пішак · b5 чорний пішак · c5 білий слон · e5 чорний пішак · f5 білий пішак · a4 чорний ферзь · d4 чорний слон · e4 білий ферзь · b3 чорний слон · f3 білий кінь · d2 чорний кінь · d1 біла тура | a8 білий кінь · b8 біла тура · h8 білий король · a7 чорний кінь · b7 білий пішак · d7 чорний король · c6 чорний пішак · a5 чорний пішак · b5 чорний пішак · c5 білий слон · e5 чорний пішак · f5 білий пішак · a4 чорний ферзь · d4 чорний слон · e4 білий ферзь · b3 чорний слон · f3 білий кінь · d2 чорний кінь · d1 біла тура | a8 білий кінь · b8 біла тура · h8 білий король · a7 чорний кінь · b7 білий пішак · d7 чорний король · c6 чорний пішак · a5 чорний пішак · b5 чорний пішак · c5 білий слон · e5 чорний пішак · f5 білий пішак · a4 чорний ферзь · d4 чорний слон · e4 білий ферзь · b3 чорний слон · f3 білий кінь · d2 чорний кінь · d1 біла тура | a8 білий кінь · b8 біла тура · h8 білий король · a7 чорний кінь · b7 білий пішак · d7 чорний король · c6 чорний пішак · a5 чорний пішак · b5 чорний пішак · c5 білий слон · e5 чорний пішак · f5 білий пішак · a4 чорний ферзь · d4 чорний слон · e4 білий ферзь · b3 чорний слон · f3 білий кінь · d2 чорний кінь · d1 біла тура | a8 білий кінь · b8 біла тура · h8 білий король · a7 чорний кінь · b7 білий пішак · d7 чорний король · c6 чорний пішак · a5 чорний пішак · b5 чорний пішак · c5 білий слон · e5 чорний пішак · f5 білий пішак · a4 чорний ферзь · d4 чорний слон · e4 білий ферзь · b3 чорний слон · f3 білий кінь · d2 чорний кінь · d1 біла тура | 7 |
| 6 | a8 білий кінь · b8 біла тура · h8 білий король · a7 чорний кінь · b7 білий пішак · d7 чорний король · c6 чорний пішак · a5 чорний пішак · b5 чорний пішак · c5 білий слон · e5 чорний пішак · f5 білий пішак · a4 чорний ферзь · d4 чорний слон · e4 білий ферзь · b3 чорний слон · f3 білий кінь · d2 чорний кінь · d1 біла тура | a8 білий кінь · b8 біла тура · h8 білий король · a7 чорний кінь · b7 білий пішак · d7 чорний король · c6 чорний пішак · a5 чорний пішак · b5 чорний пішак · c5 білий слон · e5 чорний пішак · f5 білий пішак · a4 чорний ферзь · d4 чорний слон · e4 білий ферзь · b3 чорний слон · f3 білий кінь · d2 чорний кінь · d1 біла тура | a8 білий кінь · b8 біла тура · h8 білий король · a7 чорний кінь · b7 білий пішак · d7 чорний король · c6 чорний пішак · a5 чорний пішак · b5 чорний пішак · c5 білий слон · e5 чорний пішак · f5 білий пішак · a4 чорний ферзь · d4 чорний слон · e4 білий ферзь · b3 чорний слон · f3 білий кінь · d2 чорний кінь · d1 біла тура | a8 білий кінь · b8 біла тура · h8 білий король · a7 чорний кінь · b7 білий пішак · d7 чорний король · c6 чорний пішак · a5 чорний пішак · b5 чорний пішак · c5 білий слон · e5 чорний пішак · f5 білий пішак · a4 чорний ферзь · d4 чорний слон · e4 білий ферзь · b3 чорний слон · f3 білий кінь · d2 чорний кінь · d1 біла тура | a8 білий кінь · b8 біла тура · h8 білий король · a7 чорний кінь · b7 білий пішак · d7 чорний король · c6 чорний пішак · a5 чорний пішак · b5 чорний пішак · c5 білий слон · e5 чорний пішак · f5 білий пішак · a4 чорний ферзь · d4 чорний слон · e4 білий ферзь · b3 чорний слон · f3 білий кінь · d2 чорний кінь · d1 біла тура | a8 білий кінь · b8 біла тура · h8 білий король · a7 чорний кінь · b7 білий пішак · d7 чорний король · c6 чорний пішак · a5 чорний пішак · b5 чорний пішак · c5 білий слон · e5 чорний пішак · f5 білий пішак · a4 чорний ферзь · d4 чорний слон · e4 білий ферзь · b3 чорний слон · f3 білий кінь · d2 чорний кінь · d1 біла тура | a8 білий кінь · b8 біла тура · h8 білий король · a7 чорний кінь · b7 білий пішак · d7 чорний король · c6 чорний пішак · a5 чорний пішак · b5 чорний пішак · c5 білий слон · e5 чорний пішак · f5 білий пішак · a4 чорний ферзь · d4 чорний слон · e4 білий ферзь · b3 чорний слон · f3 білий кінь · d2 чорний кінь · d1 біла тура | a8 білий кінь · b8 біла тура · h8 білий король · a7 чорний кінь · b7 білий пішак · d7 чорний король · c6 чорний пішак · a5 чорний пішак · b5 чорний пішак · c5 білий слон · e5 чорний пішак · f5 білий пішак · a4 чорний ферзь · d4 чорний слон · e4 білий ферзь · b3 чорний слон · f3 білий кінь · d2 чорний кінь · d1 біла тура | 6 |
| 5 | a8 білий кінь · b8 біла тура · h8 білий король · a7 чорний кінь · b7 білий пішак · d7 чорний король · c6 чорний пішак · a5 чорний пішак · b5 чорний пішак · c5 білий слон · e5 чорний пішак · f5 білий пішак · a4 чорний ферзь · d4 чорний слон · e4 білий ферзь · b3 чорний слон · f3 білий кінь · d2 чорний кінь · d1 біла тура | a8 білий кінь · b8 біла тура · h8 білий король · a7 чорний кінь · b7 білий пішак · d7 чорний король · c6 чорний пішак · a5 чорний пішак · b5 чорний пішак · c5 білий слон · e5 чорний пішак · f5 білий пішак · a4 чорний ферзь · d4 чорний слон · e4 білий ферзь · b3 чорний слон · f3 білий кінь · d2 чорний кінь · d1 біла тура | a8 білий кінь · b8 біла тура · h8 білий король · a7 чорний кінь · b7 білий пішак · d7 чорний король · c6 чорний пішак · a5 чорний пішак · b5 чорний пішак · c5 білий слон · e5 чорний пішак · f5 білий пішак · a4 чорний ферзь · d4 чорний слон · e4 білий ферзь · b3 чорний слон · f3 білий кінь · d2 чорний кінь · d1 біла тура | a8 білий кінь · b8 біла тура · h8 білий король · a7 чорний кінь · b7 білий пішак · d7 чорний король · c6 чорний пішак · a5 чорний пішак · b5 чорний пішак · c5 білий слон · e5 чорний пішак · f5 білий пішак · a4 чорний ферзь · d4 чорний слон · e4 білий ферзь · b3 чорний слон · f3 білий кінь · d2 чорний кінь · d1 біла тура | a8 білий кінь · b8 біла тура · h8 білий король · a7 чорний кінь · b7 білий пішак · d7 чорний король · c6 чорний пішак · a5 чорний пішак · b5 чорний пішак · c5 білий слон · e5 чорний пішак · f5 білий пішак · a4 чорний ферзь · d4 чорний слон · e4 білий ферзь · b3 чорний слон · f3 білий кінь · d2 чорний кінь · d1 біла тура | a8 білий кінь · b8 біла тура · h8 білий король · a7 чорний кінь · b7 білий пішак · d7 чорний король · c6 чорний пішак · a5 чорний пішак · b5 чорний пішак · c5 білий слон · e5 чорний пішак · f5 білий пішак · a4 чорний ферзь · d4 чорний слон · e4 білий ферзь · b3 чорний слон · f3 білий кінь · d2 чорний кінь · d1 біла тура | a8 білий кінь · b8 біла тура · h8 білий король · a7 чорний кінь · b7 білий пішак · d7 чорний король · c6 чорний пішак · a5 чорний пішак · b5 чорний пішак · c5 білий слон · e5 чорний пішак · f5 білий пішак · a4 чорний ферзь · d4 чорний слон · e4 білий ферзь · b3 чорний слон · f3 білий кінь · d2 чорний кінь · d1 біла тура | a8 білий кінь · b8 біла тура · h8 білий король · a7 чорний кінь · b7 білий пішак · d7 чорний король · c6 чорний пішак · a5 чорний пішак · b5 чорний пішак · c5 білий слон · e5 чорний пішак · f5 білий пішак · a4 чорний ферзь · d4 чорний слон · e4 білий ферзь · b3 чорний слон · f3 білий кінь · d2 чорний кінь · d1 біла тура | 5 |
| 4 | a8 білий кінь · b8 біла тура · h8 білий король · a7 чорний кінь · b7 білий пішак · d7 чорний король · c6 чорний пішак · a5 чорний пішак · b5 чорний пішак · c5 білий слон · e5 чорний пішак · f5 білий пішак · a4 чорний ферзь · d4 чорний слон · e4 білий ферзь · b3 чорний слон · f3 білий кінь · d2 чорний кінь · d1 біла тура | a8 білий кінь · b8 біла тура · h8 білий король · a7 чорний кінь · b7 білий пішак · d7 чорний король · c6 чорний пішак · a5 чорний пішак · b5 чорний пішак · c5 білий слон · e5 чорний пішак · f5 білий пішак · a4 чорний ферзь · d4 чорний слон · e4 білий ферзь · b3 чорний слон · f3 білий кінь · d2 чорний кінь · d1 біла тура | a8 білий кінь · b8 біла тура · h8 білий король · a7 чорний кінь · b7 білий пішак · d7 чорний король · c6 чорний пішак · a5 чорний пішак · b5 чорний пішак · c5 білий слон · e5 чорний пішак · f5 білий пішак · a4 чорний ферзь · d4 чорний слон · e4 білий ферзь · b3 чорний слон · f3 білий кінь · d2 чорний кінь · d1 біла тура | a8 білий кінь · b8 біла тура · h8 білий король · a7 чорний кінь · b7 білий пішак · d7 чорний король · c6 чорний пішак · a5 чорний пішак · b5 чорний пішак · c5 білий слон · e5 чорний пішак · f5 білий пішак · a4 чорний ферзь · d4 чорний слон · e4 білий ферзь · b3 чорний слон · f3 білий кінь · d2 чорний кінь · d1 біла тура | a8 білий кінь · b8 біла тура · h8 білий король · a7 чорний кінь · b7 білий пішак · d7 чорний король · c6 чорний пішак · a5 чорний пішак · b5 чорний пішак · c5 білий слон · e5 чорний пішак · f5 білий пішак · a4 чорний ферзь · d4 чорний слон · e4 білий ферзь · b3 чорний слон · f3 білий кінь · d2 чорний кінь · d1 біла тура | a8 білий кінь · b8 біла тура · h8 білий король · a7 чорний кінь · b7 білий пішак · d7 чорний король · c6 чорний пішак · a5 чорний пішак · b5 чорний пішак · c5 білий слон · e5 чорний пішак · f5 білий пішак · a4 чорний ферзь · d4 чорний слон · e4 білий ферзь · b3 чорний слон · f3 білий кінь · d2 чорний кінь · d1 біла тура | a8 білий кінь · b8 біла тура · h8 білий король · a7 чорний кінь · b7 білий пішак · d7 чорний король · c6 чорний пішак · a5 чорний пішак · b5 чорний пішак · c5 білий слон · e5 чорний пішак · f5 білий пішак · a4 чорний ферзь · d4 чорний слон · e4 білий ферзь · b3 чорний слон · f3 білий кінь · d2 чорний кінь · d1 біла тура | a8 білий кінь · b8 біла тура · h8 білий король · a7 чорний кінь · b7 білий пішак · d7 чорний король · c6 чорний пішак · a5 чорний пішак · b5 чорний пішак · c5 білий слон · e5 чорний пішак · f5 білий пішак · a4 чорний ферзь · d4 чорний слон · e4 білий ферзь · b3 чорний слон · f3 білий кінь · d2 чорний кінь · d1 біла тура | 4 |
| 3 | a8 білий кінь · b8 біла тура · h8 білий король · a7 чорний кінь · b7 білий пішак · d7 чорний король · c6 чорний пішак · a5 чорний пішак · b5 чорний пішак · c5 білий слон · e5 чорний пішак · f5 білий пішак · a4 чорний ферзь · d4 чорний слон · e4 білий ферзь · b3 чорний слон · f3 білий кінь · d2 чорний кінь · d1 біла тура | a8 білий кінь · b8 біла тура · h8 білий король · a7 чорний кінь · b7 білий пішак · d7 чорний король · c6 чорний пішак · a5 чорний пішак · b5 чорний пішак · c5 білий слон · e5 чорний пішак · f5 білий пішак · a4 чорний ферзь · d4 чорний слон · e4 білий ферзь · b3 чорний слон · f3 білий кінь · d2 чорний кінь · d1 біла тура | a8 білий кінь · b8 біла тура · h8 білий король · a7 чорний кінь · b7 білий пішак · d7 чорний король · c6 чорний пішак · a5 чорний пішак · b5 чорний пішак · c5 білий слон · e5 чорний пішак · f5 білий пішак · a4 чорний ферзь · d4 чорний слон · e4 білий ферзь · b3 чорний слон · f3 білий кінь · d2 чорний кінь · d1 біла тура | a8 білий кінь · b8 біла тура · h8 білий король · a7 чорний кінь · b7 білий пішак · d7 чорний король · c6 чорний пішак · a5 чорний пішак · b5 чорний пішак · c5 білий слон · e5 чорний пішак · f5 білий пішак · a4 чорний ферзь · d4 чорний слон · e4 білий ферзь · b3 чорний слон · f3 білий кінь · d2 чорний кінь · d1 біла тура | a8 білий кінь · b8 біла тура · h8 білий король · a7 чорний кінь · b7 білий пішак · d7 чорний король · c6 чорний пішак · a5 чорний пішак · b5 чорний пішак · c5 білий слон · e5 чорний пішак · f5 білий пішак · a4 чорний ферзь · d4 чорний слон · e4 білий ферзь · b3 чорний слон · f3 білий кінь · d2 чорний кінь · d1 біла тура | a8 білий кінь · b8 біла тура · h8 білий король · a7 чорний кінь · b7 білий пішак · d7 чорний король · c6 чорний пішак · a5 чорний пішак · b5 чорний пішак · c5 білий слон · e5 чорний пішак · f5 білий пішак · a4 чорний ферзь · d4 чорний слон · e4 білий ферзь · b3 чорний слон · f3 білий кінь · d2 чорний кінь · d1 біла тура | a8 білий кінь · b8 біла тура · h8 білий король · a7 чорний кінь · b7 білий пішак · d7 чорний король · c6 чорний пішак · a5 чорний пішак · b5 чорний пішак · c5 білий слон · e5 чорний пішак · f5 білий пішак · a4 чорний ферзь · d4 чорний слон · e4 білий ферзь · b3 чорний слон · f3 білий кінь · d2 чорний кінь · d1 біла тура | a8 білий кінь · b8 біла тура · h8 білий король · a7 чорний кінь · b7 білий пішак · d7 чорний король · c6 чорний пішак · a5 чорний пішак · b5 чорний пішак · c5 білий слон · e5 чорний пішак · f5 білий пішак · a4 чорний ферзь · d4 чорний слон · e4 білий ферзь · b3 чорний слон · f3 білий кінь · d2 чорний кінь · d1 біла тура | 3 |
| 2 | a8 білий кінь · b8 біла тура · h8 білий король · a7 чорний кінь · b7 білий пішак · d7 чорний король · c6 чорний пішак · a5 чорний пішак · b5 чорний пішак · c5 білий слон · e5 чорний пішак · f5 білий пішак · a4 чорний ферзь · d4 чорний слон · e4 білий ферзь · b3 чорний слон · f3 білий кінь · d2 чорний кінь · d1 біла тура | a8 білий кінь · b8 біла тура · h8 білий король · a7 чорний кінь · b7 білий пішак · d7 чорний король · c6 чорний пішак · a5 чорний пішак · b5 чорний пішак · c5 білий слон · e5 чорний пішак · f5 білий пішак · a4 чорний ферзь · d4 чорний слон · e4 білий ферзь · b3 чорний слон · f3 білий кінь · d2 чорний кінь · d1 біла тура | a8 білий кінь · b8 біла тура · h8 білий король · a7 чорний кінь · b7 білий пішак · d7 чорний король · c6 чорний пішак · a5 чорний пішак · b5 чорний пішак · c5 білий слон · e5 чорний пішак · f5 білий пішак · a4 чорний ферзь · d4 чорний слон · e4 білий ферзь · b3 чорний слон · f3 білий кінь · d2 чорний кінь · d1 біла тура | a8 білий кінь · b8 біла тура · h8 білий король · a7 чорний кінь · b7 білий пішак · d7 чорний король · c6 чорний пішак · a5 чорний пішак · b5 чорний пішак · c5 білий слон · e5 чорний пішак · f5 білий пішак · a4 чорний ферзь · d4 чорний слон · e4 білий ферзь · b3 чорний слон · f3 білий кінь · d2 чорний кінь · d1 біла тура | a8 білий кінь · b8 біла тура · h8 білий король · a7 чорний кінь · b7 білий пішак · d7 чорний король · c6 чорний пішак · a5 чорний пішак · b5 чорний пішак · c5 білий слон · e5 чорний пішак · f5 білий пішак · a4 чорний ферзь · d4 чорний слон · e4 білий ферзь · b3 чорний слон · f3 білий кінь · d2 чорний кінь · d1 біла тура | a8 білий кінь · b8 біла тура · h8 білий король · a7 чорний кінь · b7 білий пішак · d7 чорний король · c6 чорний пішак · a5 чорний пішак · b5 чорний пішак · c5 білий слон · e5 чорний пішак · f5 білий пішак · a4 чорний ферзь · d4 чорний слон · e4 білий ферзь · b3 чорний слон · f3 білий кінь · d2 чорний кінь · d1 біла тура | a8 білий кінь · b8 біла тура · h8 білий король · a7 чорний кінь · b7 білий пішак · d7 чорний король · c6 чорний пішак · a5 чорний пішак · b5 чорний пішак · c5 білий слон · e5 чорний пішак · f5 білий пішак · a4 чорний ферзь · d4 чорний слон · e4 білий ферзь · b3 чорний слон · f3 білий кінь · d2 чорний кінь · d1 біла тура | a8 білий кінь · b8 біла тура · h8 білий король · a7 чорний кінь · b7 білий пішак · d7 чорний король · c6 чорний пішак · a5 чорний пішак · b5 чорний пішак · c5 білий слон · e5 чорний пішак · f5 білий пішак · a4 чорний ферзь · d4 чорний слон · e4 білий ферзь · b3 чорний слон · f3 білий кінь · d2 чорний кінь · d1 біла тура | 2 |
| 1 | a8 білий кінь · b8 біла тура · h8 білий король · a7 чорний кінь · b7 білий пішак · d7 чорний король · c6 чорний пішак · a5 чорний пішак · b5 чорний пішак · c5 білий слон · e5 чорний пішак · f5 білий пішак · a4 чорний ферзь · d4 чорний слон · e4 білий ферзь · b3 чорний слон · f3 білий кінь · d2 чорний кінь · d1 біла тура | a8 білий кінь · b8 біла тура · h8 білий король · a7 чорний кінь · b7 білий пішак · d7 чорний король · c6 чорний пішак · a5 чорний пішак · b5 чорний пішак · c5 білий слон · e5 чорний пішак · f5 білий пішак · a4 чорний ферзь · d4 чорний слон · e4 білий ферзь · b3 чорний слон · f3 білий кінь · d2 чорний кінь · d1 біла тура | a8 білий кінь · b8 біла тура · h8 білий король · a7 чорний кінь · b7 білий пішак · d7 чорний король · c6 чорний пішак · a5 чорний пішак · b5 чорний пішак · c5 білий слон · e5 чорний пішак · f5 білий пішак · a4 чорний ферзь · d4 чорний слон · e4 білий ферзь · b3 чорний слон · f3 білий кінь · d2 чорний кінь · d1 біла тура | a8 білий кінь · b8 біла тура · h8 білий король · a7 чорний кінь · b7 білий пішак · d7 чорний король · c6 чорний пішак · a5 чорний пішак · b5 чорний пішак · c5 білий слон · e5 чорний пішак · f5 білий пішак · a4 чорний ферзь · d4 чорний слон · e4 білий ферзь · b3 чорний слон · f3 білий кінь · d2 чорний кінь · d1 біла тура | a8 білий кінь · b8 біла тура · h8 білий король · a7 чорний кінь · b7 білий пішак · d7 чорний король · c6 чорний пішак · a5 чорний пішак · b5 чорний пішак · c5 білий слон · e5 чорний пішак · f5 білий пішак · a4 чорний ферзь · d4 чорний слон · e4 білий ферзь · b3 чорний слон · f3 білий кінь · d2 чорний кінь · d1 біла тура | a8 білий кінь · b8 біла тура · h8 білий король · a7 чорний кінь · b7 білий пішак · d7 чорний король · c6 чорний пішак · a5 чорний пішак · b5 чорний пішак · c5 білий слон · e5 чорний пішак · f5 білий пішак · a4 чорний ферзь · d4 чорний слон · e4 білий ферзь · b3 чорний слон · f3 білий кінь · d2 чорний кінь · d1 біла тура | a8 білий кінь · b8 біла тура · h8 білий король · a7 чорний кінь · b7 білий пішак · d7 чорний король · c6 чорний пішак · a5 чорний пішак · b5 чорний пішак · c5 білий слон · e5 чорний пішак · f5 білий пішак · a4 чорний ферзь · d4 чорний слон · e4 білий ферзь · b3 чорний слон · f3 білий кінь · d2 чорний кінь · d1 біла тура | a8 білий кінь · b8 біла тура · h8 білий король · a7 чорний кінь · b7 білий пішак · d7 чорний король · c6 чорний пішак · a5 чорний пішак · b5 чорний пішак · c5 білий слон · e5 чорний пішак · f5 білий пішак · a4 чорний ферзь · d4 чорний слон · e4 білий ферзь · b3 чорний слон · f3 білий кінь · d2 чорний кінь · d1 біла тура | 1 |
|   | a | b | c | d | e | f | g | h |   |

FEN: NR5K/nP1k4/2p5/ppB1pP2/q2bQ3/1b3N2/3n4/3R4

1. Qxe5! ~ 2. Sb6#
1. … Sc4 2. Qg7#
- — - — - — -
1. ... Bxe5+ 2. Sxe5#
1. ... Bxc5 2. Qc7#
1. ... Sc8 2. bc8Q#
Після вступного ходу білих виникає загроза. Чорний кінь, захищаючись від неї, виходить з пів-зв'язки, перекриває свого слона «b3», при цьому чорний слон «d4», який був у пів-зв'язці, тепер є зв'язаний. Білий ферзь, рухаючись по лінії зв'язки ходом Пелле, оголошує мат на зв'язку чорного слона.